# アプサラス (コーエー)
『アプサラス』(APSARAS)は、コーエー（現・コーエーテクモゲームス）から2000年9月29日に発売されたWindows用アクションロールプレイングゲーム。国内産としては初のMORPGとなる。特徴は時間制限のあるダンジョン探索。

## 概要
1997年に発売された『Diablo』の人気を受けて、国内で開発・発売された初のMORPG。キャラクターデザインは末弥純。本作発売後の同年12月21日にセガソニックチームから『ファンタシースターオンライン』（以下『PSO』）が発売されており、こちらが「家庭用ゲーム機で初のオンライン対応版」を称しており、国産初のMORPGが『PSO』であると誤解されることが多い。本作と『PSO』は両者とも『Diablo』の影響を色濃く受けている。
コーエーが提供する無料のロビーサーバに接続し、『三国志Internet』『信長の野望Internet』などの別ゲームのユーザと同じロビーを共有する。他のゲームユーザとチャットを楽しむこともでき、人の集まりや募集状況に応じて別ゲームをプレイする重複ユーザも多かった。このコーエー独自のシステムは、後発の他のオンライン対応ゲームと異なり利用に際し課金はされなかったのが特徴だった。アプサラスにおいては他のオンラインゲームでは追加ディスクとして発売されるような追加要素も、新規に発売ではなくパッチとして無料で提供している。またロビー接続前に自動的にパッチのダウンロードを始めるため、面倒なアップデートの手間がなく、オンラインに接続する全てのユーザが同じバージョンのゲームをプレイすることができた。
2002年12月31日をもってロビーサーバのマッチングサービスを終了する予定だったが、新ロビーサービスとなるDynasty Lobby構築の遅れから旧サービスも期間を延長、実際のサービス終了は2003年1月29日までずれこんだ。
現在はロビーサーバ接続を前提とするマルチプレイ（インターネット）モードをプレイすることはできないが、同モードを選択することで最終パッチを入手、適用することは可能になっている。1人専用のシングルプレイ、ホストユーザのIPアドレスで直接ユーザ同士を接続するマルチプレイ（LAN）モードは引き続きプレイできる。

## モード
ゲームモードは3種類ある。
マルチプレイ（インターネット）
ロビーサーバへの接続が必須なため、現在はプレイ不可能。さらにここからサーバにデータを保存するサーバセッション、ローカルにデータを保存するオープンセッションに分かれていた。サーバセッションとオープンセッション、及び後述のLAN、シングルのデータはそれぞれ互換性はなく、一緒に冒険することはできない。
マルチプレイ（LAN）
ホストユーザのIPアドレスで直接ユーザ同士を接続するマルチプレイモード。現在でもプレイ可能。データはローカルに保存される。
シングルプレイ
ストーリーの付加された一人専用モード。このモード独自の収集アイテムもあり、細かいルールやバランスが他のモードと若干違っている。なおバグがあるため、一部の収集アイテムを集めきることができない。この問題は最終パッチにおいても修正されていない。

## システム
以後特に注意書きがない限り、シングルプレイを除くモードの説明となる。
同時プレイ可能人数は1～最大8人。最高難度を誇るスーパーハードは2人以上のプレイで行わない限り基本的にクリアは不可能（ただし極めて稀ではあるが例外は存在する）。
難易度は4段階。
イージー
全ての攻撃が有効となる。1種類の武器でもクリア可能。
ノーマル
それぞれの敵が特定の攻撃しか受けつけなくなるため、複数の攻撃手段（数種類の武器、術）を用意しなければならなくなる。
ハード
ノーマルに比べて敵の防御力や攻撃力が上昇している。
スーパーハード
敵の弱点などが全て変更され、さらに圧倒的な強化がなされている。レベル99のキャラクターでも気を抜けば即死するバランスの上、一部の上級アイテム（特効薬、ランク5の巻物）をダンジョンに持ち込むことができなくなっている。
なおスーパーハードは発売後の追加要素のため、パッチを適用し最新バージョンにアップデートしないとプレイできない。
6階建てのステージを各階時間制限内に突破し、次の階へのポータルを目指す。全てのプレイヤーキャラクターが次の階に移動すると前の階へのポータルは消滅し、前の階に戻ることはできなくなる。ただし全滅前なら総意によって途中帰還が可能。画面に表示されている月が青から赤に変わる前に、低いレベルで次のフロアに進んでいけば、クリア後にもらえる収穫品がいいものになる。
規定時間を超えると無敵の死神がマップに現れ、一撃でプレイヤーキャラクターを抹殺しようと追い回し始める。復活に必要なパーティーライフを全て消費した後、残ったメンバーも全滅するとゲームオーバーとなり、スタート地点である村に引き戻される。その場合取得できる経験値やアイテムはクリア時よりも少なくなる。スーパーハードにおいてはそれら全てを没収の上、ペナルティとして経験値を減らされ、レベルダウンもあり得る（これを逆に利用して能力値を調整することもできる）。
宝箱から入手する全てのアイテムは、ステージクリア後にプレイヤー同士の競りで平等に分配される。人気アイテムには多くのプレイヤーが一点賭けをする場合も多いが、その場合は抽選となる。競りに使用されるポイントは参加プレイヤー全員が同条件で、次のステージに繰り越しなどは一切できない。アイテムの強奪や持ち逃げの多かった初期のオンラインRPGにおいて、きちんとした形の分配システムを搭載したのは画期的であったが、その反面クリア前に回線切断や不調などでセッションを離れてしまうとアイテムは手に入らなくなってしまうデメリットもあり、回線の安定しないプレイヤーには諸刃の剣となっている。

## 職業
職業は4種。性別は固定で女性剣士や男性盗賊はいない。
剣士（男性）
防御力、攻撃力が高く、特に片手剣を使った攻撃に優れる。打たれ強さからゲーム内において初心者向けとして初めにプレイすることを推奨されている。特化した能力のため逆に特定の敵には弱い面もある。
龍術士（男性）
防御力、体力が低く攻撃力もないが、地・水・火・風・空の5元素を司る龍術を最も速いスピードで唱えることができる。
龍神官（女性）
剣士に次ぐ攻撃力と術士に次ぐ龍術能力を持つオールマイティな性能の職業。
盗賊（女性）
剣士に比べ攻撃力、防御力は劣るが唯一宝箱をまともに開封することができる。また装備の柔軟性が高く、盗賊のために用意された特殊な技を駆使すれば剣士を凌ぐ攻撃力を発揮できる。

## 33種類のユニーク
いわゆるレアアイテムに当たるアイテムをアプサラスではユニークと呼ぶ。ユニークは全33種類用意されており、ステージクリア時のボーナスでのみ入手できる可能性がある。取得できるかどうかはほぼ完全に運。装備を変更しても外見の変わらないこのゲームで、唯一外見に変化が見られるものが存在する。
一人で33種類のユニーク全てを集めるのは不可能と言われるほど出現する確率が低い。苦労して取得したユニークも実用的なものは少なく、装備するためにはその他の装備を調整する必要がある。

## 外部サイト
- 製品案内 GAMECITY
- PC Watchプレスリリース